# Chaetopteryx irenae
Chaetopteryx irenae är en nattsländeart som beskrevs av Krusnik, Malicky in Malicky, Krusnik, Moretti och Nogradi 1986. Chaetopteryx irenae ingår i släktet Chaetopteryx och familjen husmasknattsländor. Inga underarter finns listade i Catalogue of Life.